# Francis Cabrel

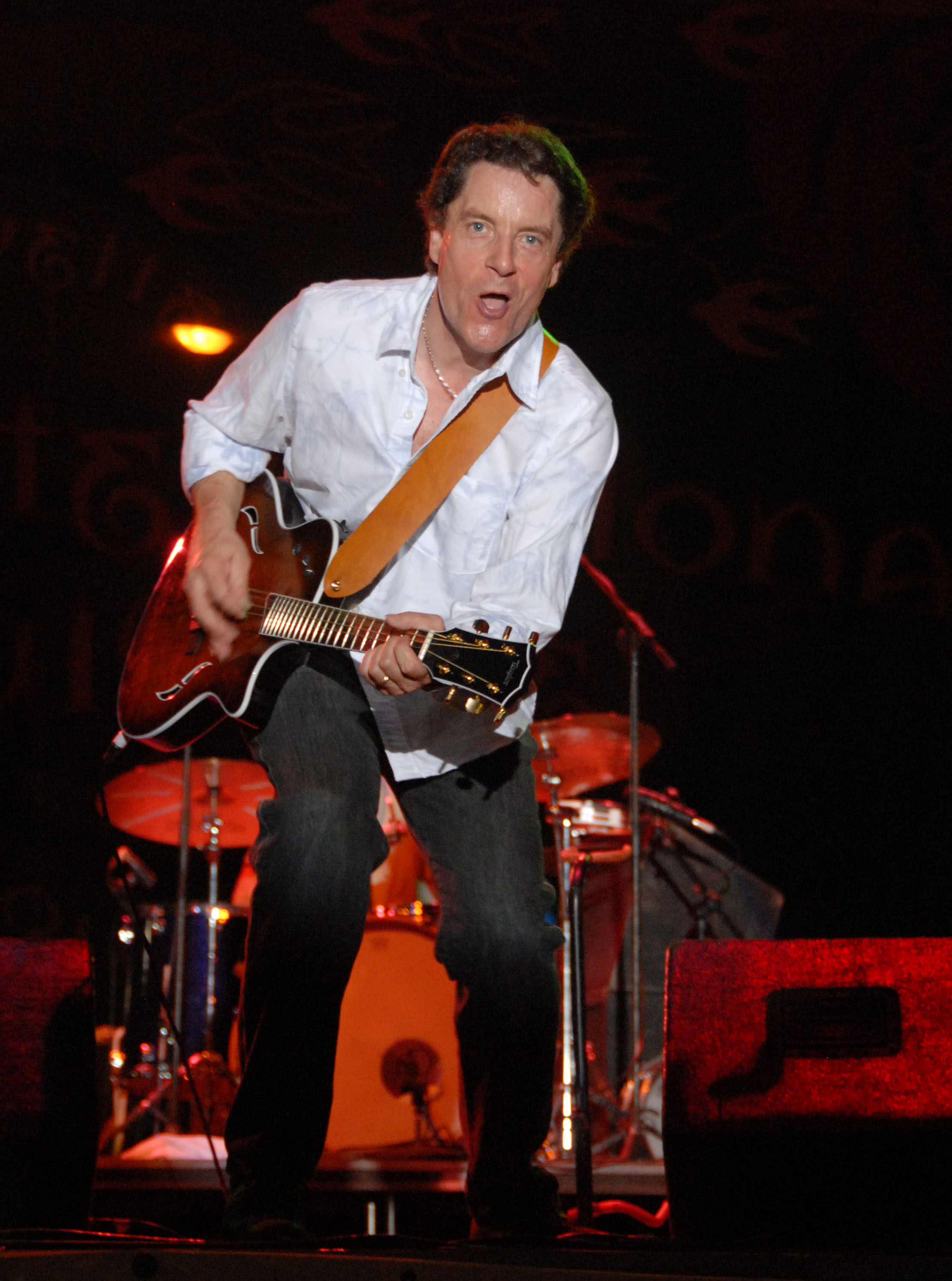
Francis Cabrel en plena actuació (2007)

Francis Cabrel (Agen, 23 de novembre de 1953) és un cantant, autor, compositor i intèrpret francès. Esdevingué un dels cantants més apreciats a l'escena francesa arran de l'èxit de la seva cançó Je l'aime à mourir el 1979. El 2011, la cantant colombiana Shakira recuperà la versió espanyola d'aquest èxit, La quiero a morir, barrejant-la amb la francesa.

## Biografia
Francis Cabrel va nàixer a Agen el 1953 al si d'una família modesta provinent del Friül; el seu pare treballava en una fàbrica de galetes i la mare en una cafeteria. Es va criar a Astafòrt on s'havia instal·lat la família. Va ser quan feu tretze anys que s'interessà per la música després de sentir la cançó de Bob Dylan Like a Rolling Stone a la ràdio. Per Nadal d'aquell mateix any, un oncle li regalà una guitarra i així començà a tocar cançons de diversos cantants i cantautors estatunidencs com ara Bob Dylan, Neil Young i Leonard Cohen. Uns quants anys més tard, el 1970, participà en la creació de diversos grups de música folk rock però aquests no perduraren gaire temps.

## Àlbums editats
- 1977. Les murs de poussière
- 1979. Les chemins de traverse
- 1980. Fragile
- 1981. Carte postale
- 1987. Cabrel 77/87
- 1989. Sarbacane
- 1994. Samedi soir sur la Terre
- 1999. Hors-saison
- 2004. Les beaux dégâts
- 2007. L'essentiel/1977-2007
- 2008. Des roses et des orties
- 2012. Vise le ciel
- 2015. In extremis
- 2020. À l'aube revenant